# Carnival (пісня)
«Carnival» — пісня американського хіп-хоп супергрупи ¥$, який складається з репера Каньє Веста та співака Ty Dolla Sign, записана за участю реперів Rich the Kid Playboi Carti. Вона була випущена 15 лютого 2024 року як третій сингл зі спільного альбому ¥$ Vultures 1 і головний сингл із четвертого студійного альбому Rich the Kid Life's a Gamble.

## Передісторія
До офіційного випуску «Carnival» була злита у мережу. Вперше пісню було представлено на вечірці на честь альбому Vultures, яка відбулася в Юнайтед-центрі в Чикаго 8 лютого. У тій версії «Carnival» використали семпл пісні групи Black Sabbath «Iron Man». Соліст групи Оззі Осборн заявив, що не давав згоди на використання семпла, написавши в соціальних мережах, що Каньє Вест «отримав відмову через свої антисемітські висловлювання». Дружина та менеджер Осборна Шерон повідомила TMZ, що вони розглядають судовий позов проти Каньє.
Ще одна вечірка відбулася 10 лютого на UBS Arena на Лонг-Айленді. «Carnival» пролунала на самому початку, в новій версії був використаний семпл пісні Веста «Hell of a Life» з його альбому My Beautiful Dark Twisted Fantasy замість семпла пісні «Iron Man».

## Композиція
Пісня починається співом, який «переривається вокалом натовпу і містить «перкусію, що викликає хлопки». Це скандування виконали ультрас італійського футбольного клубу «Інтер» під назвою «Curva Nord Milano». Альбомна версія треку має семпл «Hell of a Life» з альбому Каньє My Beautiful Dark Twisted Fantasy 2010 року, зберігаючи присутність інтерполяції «Iron Man» від Black Sabbath. Майкл Сапонара з Billboard написав, що семпл-замінник допомагає «привнести в «Carnival» грубість».
У тексті пісні кілька згадок про інших знаменитостей та музикантів, таких як R. Kelly, Білл Косбі, Puff Daddy, Кріс Браун, Ілон Маск та інших. Також присутній рядок, що критикує його колишню дружину Кім Кардаш'ян, яка брала його до школи Сьєрра-Каньйон замість власної школи Каньє Donda Academy. Школа закрилась пізніше в цьому ж році. У приспіві жінку заохочують і хвалять за її здібності до мінету та позиції жінки зверху. Перше вміння порівнюють із складанням почесної дошки, а друге уподібнюють до карнавалу.
У пісні також згадується Тейлор Свіфт, з якою у Каньє Веста була давня ворожнеча. Вест читає реп: «Я маю на увазі з часів Тейлор Свіфт, з тих пір, як я мав Роллі на зап'ясті».

## Критика
Джоуї Еч з XXL написав, що тексти Каньє Веста, в яких він «приєднався» до таких, як Р. Келлі та Білл Косбі, були включені до «можливо, одного з його найбільш вражаючих куплетів на сьогоднішній день». Майкл Сапонара з Billboard назвав «Carnival» найкращою піснею на Vultures 1, вважаючи, що це «ідеальний приклад того, чому люди терплять усе про суперечки, затримки випуску альбому та божевілля, яке приходить, коли ти є фанатом Ye, тому що ніхто в репі не створює таких генераційних моментів». Він також позитивно відгукнувся про появу Rich the Kid і Playboi Carti у пісні, заявивши, що Є продемонстрував найкращих зі своїх співавторів. Ерік Скелтон із Complex написав, що «понад усе відчувається, що [Вест] хоче отримати хіт. Точніше, він прагне до такої великої платівки, яку могли б скандувати десятки тисяч людей на футбольному стадіоні», і вказав на «Carnival» як на «найочевидніший приклад» цієї мети.

## Комерційний успіх
«Carnival» увійшов до американського Billboard Hot 100 під номером 3. Через тиждень він опустився на четверте місце в чарті, а потім повернувся на друге місце. Наступного тижня пісня посіла перше місце в Hot 100 з 33,7 мільйонами трансляцій, 3,9 мільйонами переглядів на радіо та 3000 завантажень. Це також зробило Каньє Веста найстарішим репером, який досяг вершини, і дало йому першу вершину чарту за 13 років з часів «E.T.». Кеті Перрі в 2011 році. Крім того, це стало його першим номером один як провідного артиста з часів «Stronger» у 2007 році. Репер досяг першого місця в 2000-х, 2010-х і 2020-х роках, ставши одним із чотирьох виконавців, яким це вдалося, і єдиним репером, який очолював Hot 100 протягом будь-яких трьох десятиліть. Це досягнення поставило Каньє як виконавця з 10-м найдовшим періодом номер один, після 20 років і одного місяця з моменту його першого чарт топпера «Slow Jamz» у 2004 році.
«Carnival» посів друге місце в Canadian Hot 100, ставши 12-м синглом Каньє Веста в топ-10 Канади. Трек дебютував під номером 10 в ARIA Singles Chart в Австралії. Наступні два тижні трек займав нижчу позицію в топ-15, а потім повернувся до п’ятого місця на четвертому тижні. У Європі пісня спочатку посіла перше місце в Греції, Ісландії, Латвії та Литві. Він увійшов до чартів Словаччини під номером три, а наступного тижня піднявся на другу позицію. Пісня посіла третє місце в Чехії та Люксембурзі, ставши найуспішнішим релізом Веста та другим синглом, який потрапив у чарти в Люксембурзі. «Carnival» дебютувала під номером 12 у UK Singles Chart, ставши найвищою з трьох позицій з Vultures 1 у Сполученому Королівстві, а потім піднялася на 5-е місце. Пісня зайняла 6-е місце в Irish Singles Chart на четвертому тижні. Пісня також потрапила в топ-10 у Швейцарії, Норвегії, Румунії та Австрії.
Трек досяг 5-ї позиції в Південній Африці, ставши найуспішнішим релізом Каньє Веста в цій країні та четвертим його синглом, який потрапив у чарти країни. Він посів друге місце в чарті Billboard Global 200, а в рейтингу MENA IFPI для країн Близького Сходу та Північної Африки досяг п’ятого місця.

## Чарти
| Чарт (2024)                               | Пікова позиція |
| ----------------------------------------- | -------------- |
| Австралія (ARIA)                          | 5              |
| Австралія Hip Hop/R&B (ARIA)              | 1              |
| Австрія (Ö3 Austria Top 75)               | 10             |
| Бельгія (Ultratop Flanders)               | 33             |
| Канада (Canadian Hot 100)                 | 2              |
| Чехія (Singles Digitál Top 100)           | 3              |
| Данія (Tracklisten)                       | 13             |
| Фінляндія (Suomen virallinen lista)       | 20             |
| Франція (SNEP)                            | 119            |
| Німеччина (Media Control AG)              | 13             |
| Billboard Global 200                      | 2              |
| Греція (IFPI)                             | 1              |
| Угорщина (Single Top 40)                  | 15             |
| Ісландія (Plötutíðindi)                   | 1              |
| Ірландія (IRMA)                           | 6              |
| Італія (FIMI)                             | 61             |
| Латвія (LAIPA)                            | 1              |
| Литва (AGATA)                             | 1              |
| Люксембург (Billboard)                    | 3              |
| MENA Chart (IFPI)                         | 5              |
| Нідерланди (Mega Single Top 100)          | 17             |
| Нова Зеландія (RIANZ)                     | 7              |
| Нігерія (TurnTable Top 100)               | 51             |
| Норвегія (VG-lista)                       | 6              |
| Польща (Polish Streaming Top 100)         | 2              |
| Португалія (AFP)                          | 11             |
| Румунія (Billboard)                       | 7              |
| Словаччина (Singles Digitál Top 100)      | 2              |
| 5                                         |                |
| Швеція (Sverigetopplistan)                | 34             |
| Швейцарія (Media Control AG)              | 4              |
| ОАЕ (IFPI)                                | 1              |
| Велика Британія (Official Charts Company) | 5              |
| Велика Британія (UK R&B Chart)            | 1              |
| Велика Британія (UK Indie Chart)          | 2              |
| США (Billboard Hot 100)                   | 1              |
| США (Hot R&B/Hip-Hop Songs) (Billboard)   | 1              |
| США (Rhythmic) (Billboard)                | 5              |